# Sơn ca mỏ lớn
Sơn ca mỏ lớn, tên khoa học Galerida magnirostris, là một loài chim trong họ Alaudidae.